# Rally de Cantabria de 2004
El Rally de Cantabria de 2004, oficialmente 26.º Rally Cantabria Infinita, fue la vigésimo sexta edición y la tercera cita de la temporada 2004 del Campeonato de España de Rally. Se celebró del 14 al 15 de mayo y contó con un itinerario de once tramos que sumaban un total de 164 km cronometrados.

## Itinerario
| Día   | Tramo | Nombre                | Distancia | Ganador              | Tiempo  | Líder                |
| ----- | ----- | --------------------- | --------- | -------------------- | ------- | -------------------- |
| Día 1 | TC1   | Toranzo-Raicedo       | 14.60 km  | Enrique García Ojeda | 8:07.5  | Enrique García Ojeda |
| Día 1 | TC2   | Villasuso-Los Llares  | 14.73 km  | Enrique García Ojeda | 8:53.5  | Enrique García Ojeda |
| Día 1 | TC3   | Udías                 | 12.04 km  | Enrique García Ojeda | 7:34.7  | Enrique García Ojeda |
| Día 1 | TC4   | Toranzo-Raicedo       | 14.60 km  | Joan Vinyes          | 8:02.4  | Enrique García Ojeda |
| Día 1 | TC5   | Villasuso-Los Llares  | 14.73 km  | Enrique García Ojeda | 8:53.2  | Enrique García Ojeda |
| Día 1 | TC6   | Castillo Pedroso      | 14.71 km  | Joan Vinyes          | 8:12.6  | Enrique García Ojeda |
| Día 1 | TC7   | Pedro del Romeral     | 20.25 km  | Enrique García Ojeda | 12:02.0 | Enrique García Ojeda |
| Día 1 | TC8   | Villacarriedo-Lloreda | 11.78 km  | Eloy Entrecanales    | 7:44.8  | Enrique García Ojeda |
| Día 1 | TC9   | Castillo Pedroso      | 14.71 km  | Enrique García Ojeda | 8:09.0  | Enrique García Ojeda |
| Día 1 | TC10  | Pedro del Romeral     | 20.25 km  | Jonathan de Miguel   | 11:58.8 | Enrique García Ojeda |
| Día 1 | TC11  | Villacarriedo-Lloreda | 11.78 km  | Sergio Vallejo       | 7:40.7  | Enrique García Ojeda |

## Clasificación final
| Pos. | Piloto                | Copiloto               | Automóvil                  | Tiempo    | Diferencia |
| ---- | --------------------- | ---------------------- | -------------------------- | --------- | ---------- |
| 1.   | Enrique García Ojeda  | Luisa Raquel Fernández | Peugeot 206 S1600          | 1:37:37.2 | 0.0        |
| 2.   | Joan Vinyes           | Xavier Lorza           | Peugeot 206 S1600          | 1:37:56.4 | +0:19.2    |
| 3.   | Jonathan de Miguel    | Ignacio Pernía         | Peugeot 206 S1600          | 1:38:45.7 | +1:08.5    |
| 4.   | Alberto Hevia         | Alberto Iglesias Pin   | Renault Clio S1600         | 1:39:22.4 | +1:45.2    |
| 5.   | Eloy Entrecanales     | Borja Odriozola        | Fiat Punto S1600           | 1:39:47.0 | +2:09.8    |
| 6.   | Manuel Cabo           | Alejandro Noriega      | Citroën Saxo S1600         | 1:40:18.4 | +2:41.2    |
| 7.   | Fernando Medina       | Kabir Silvestri        | Citroën Saxo S1600         | 1:41:08.0 | +3:30.8    |
| 8.   | Sergio Vallejo        | Diego Vallejo          | Fiat Punto S1600           | 1:41:09.6 | +3:32.4    |
| 9.   | José Piñón            | Rogelio Peñate         | Renault Clio S1600         | 1:41:21.6 | +3:44.4    |
| 10.  | Miguel Martínez-Conde | Adrián Ruíz            | Mitsubishi Lancer Evo VIII | 1:41:38.6 | +4:01.4    |